# Hans Brugger
Hans Brugger (* 6. Dezember 1905 in Mattwil; † 6. Dezember 1995 in Brugg) war ein Schweizer Volkswirtschaftler.

## Leben
Hans Brugger wurde 1905 als Sohn des Landwirts Johann Jakob und der Barbara Brugger, geborene Marti, in Mattwil geboren, das heute zur Gemeinde Birwinken gehört. Nach dem Besuch der Kantonsschule in Frauenfeld war er drei Jahre in der Zürcher Seidenindustrie tätig. Von 1928 bis 1934 belegte er das Volkswirtschaftsstudium an der Universität Zürich, das er mit der Promotion zum Dr. rer. pol abschloss.
Hans Brugger, der 1939 Elisabeth Ruh geheiratet hatte, starb 1995 an seinem 90. Geburtstag in Brugg.

## Wirken
Brugger war von 1934 bis 1970 als volkswirtschaftlicher Mitarbeiter und Leiter der statistischen Abteilung im Schweizerischen Bauernsekretariat in Brugg tätig. Als Autor lieferte er zahlreiche Beiträge zur Landwirtschaft der Schweiz und einzelner Kantone, die auf den von Ernst Laur initiierten Rentabilitätserhebungen und den amtlichen Zählungen zurückgehen. Diese trugen wesentlich dazu bei, dass die Landwirtschaft der statistisch am besten dokumentierte Wirtschaftssektor der modernen Schweiz wurde. Zudem bilden sie eine bedeutende Grundlage für die schweizerische Agrargeschichte.